# Pureke zelandicum
Pureke zelandicum — вид грибів, що належить до монотипового роду Pureke. Назва вперше опублікована 1991 року в роботі новозеландця Пітера Джонстона.